# 齐语 (语言)
- 關於近现代鲁西北方言，請見「冀鲁官话」。
- 關於近现代胶东方言，請見「胶辽官话」。
- 關於其他同名条目，請見「齐语」。

齐语，又称齐鲁语、姜语，是上古汉语中一支比较重要的方言，现已消失。

## 概论
先秦时期，齐人居住于今山东大部、河北东南部、河南东北部一带，其使用的语言被称为齐语，最早可能成型于商朝，与中原等地发音有别，与羌语和藏语等有同源字和使动词等同源词汇。孟子记载了楚国贵族子弟学习齐语的典故“一齐众楚”，证明楚语和齐语之间无法互通。
齐语在演化过程中不断吸收其他汉语方言的词汇，其中动词最多，名词和形容词其次。西汉语言学家扬雄在《方言》中多次提及齐语、鲁语和东齐语，林语堂在《西汉方音区域考》中指出应该将齐语和鲁语合并为一系，理由是“可由汉儒诸儒每言齐语一事而知，《方言》单言齐者共十四次”；东齐语自成一系，理由是“其东齐海岱之间又自成一系，与其最近者惟鲁一地”、“《方言》记东齐语多于齐语，盖言东齐凡七十三次，而不杂入他地者五十次，其自为一特殊方言自不待”。魏晋南北朝时期，在战争和移民等因素的作用下，齐语与周边地区的吴语和东夷语等语言之间进行了相互接触渗透，出现“南染吴越，北杂夷虏”的现象。唐朝历史学家颜师古在《刊谬正俗》里将齐语列为“天下四大方言”之一。明朝理学家湛若水在《九思九歌·其三》中提及齐语。近代，齐语逐渐形成冀鲁官话，东齐语逐渐形成胶辽官话。

## 特征
齐语声母系统具有诸多特色音值，其中，群母、匣母、澄母、崇母、船母、禅母、定母和并母为浊不送气音，知母、庄母、章母和见母为同一音位（软腭音和闭元音组合演变为舌背塞音），邪母、以母和定母（与邪母和以母有谐声关系）为同一音位，日母和精母有儿化现象。此外，齐语存在复辅音，同发音部位声母之间有清音和浊音交替与送气和不送气交替等混用情况，不同发音部位声母之间有塞音鼻化即塞音和同部位鼻音交替与舌音和齿音交替等混用情况。
齐语韵母系统的特点为：存在入声，止摄的之韵、支韵、脂韵和微韵混用，部分效摄的歌韵三等字与支韵和脂韵简并，臻摄的真韵、文韵和山摄的元韵混用，梗摄的耕韵定位元音韵尾软腭鼻音前移演变为齿龈鼻音并入真韵和元韵，部分流音韵尾演变为鼻音韵尾，部分流音韵尾脱落，出现“殷”读作“衣”等现象。
齐语的用词与中原上古汉语和现代汉语均有明显差异，如“突然”一意在齐语中作“诈”，在中原上古汉语中作“卒”，在现代汉语中常作“猝”。

## 影响
齐语可能与闽语的形成有关。当代侗语中保留有不少齐语和吴语的上古音。
现代中国外语教育改革中常用“一齐众楚”典故强调语言环境的作用。